# 汪兆麟
汪兆麟（？—1647年），又作汪兆龄，明末南直隶安庆府桐城县（今安徽桐城）人。
1641年，汪兆麟归附张献忠，成为他的女婿，以智谋受信任。1644年，张献忠在成都号大西国王，改元大顺，十一月即皇帝位，以蜀王府为宫，名成都为西京。任命汪兆麟为左丞相，严锡命为右丞相。设六部五军都督府等官，王国麟、江鼎镇、龚完敬等为尚书。养子孙可望、艾能奇、刘文秀、李定国等为将军，赐姓张氏。1647年初（大顺三年底），张献忠在西充县境阵亡，他的皇后陈氏趁机掌權，由丞相汪兆麟輔政，驻遵义桃源洞，諸將凡事奏請而行。陳皇后和汪兆麟作威作福，主张照旧行事，高踞诸将之上，因此不得人心。二月初，清兵至重慶，孙可望、李定国、刘文秀、艾能奇順勢把陳氏和汪兆龄处死，恢复原姓。